# Чаны (племя)
Чаны (Санни, Тзаны, Цани, др.-греч. Τζάνοι; груз. ჭანები) — древнее племя, проживавшее в регионе за Трапезунтом (современный Трабзон) на восточных границах Византийской империи, в областях, известных как Понт Полемониак и Лазика. Византийские и римские авторы, включая Прокопия Кесарийского и Арриана, упоминают чанов как народ, ведущий кочевой образ жизни и регулярно совершающий набеги на прилегающие территории. 
Их происхождение остаётся предметом дискуссий среди учёных: часть исследователей отождествляет их с лазами, частью картвельской этнической группы, в то время как другие рассматривают их как отдельную этническую общность, связанную с древними племенами Понта. Этноним «чаны» происходит от греческого «Τζάνοι» и имеет лингвистическую связь с грузинским «ჭანები» (Чанеби) — термином, обозначающим данное племя.
Горная и труднодоступная природа их территории способствовала сохранению автономии чанов в течение нескольких веков, несмотря на попытки Рима и Византии подчинить их своей власти. Они отличались воинственностью и знанием местности, что делало их серьёзной угрозой для приграничных областей империи. Однако с течением времени и особенно в период правления Юстиниана I (527–565 гг. н. э.), Чаны были постепенно включены в административную и военную структуру Византии.

## Этноним и происхождение
Этноним «Чаны» (др.-греч. Τζάνοι) происходит из древнегреческого языка и встречается в византийских и римских источниках, включая труды Прокопия Кесарийского и Арриана. В грузинской традиции они известны как «ჭანები» (Чанеби), что отражает их связь с картвельской этнической группой.
Лингвистический анализ показывает, что в греческом языке комбинация букв «τζ» использовалась для передачи звуков «ч» и «дж», что подтверждает связь между греческим «Τζάνοι» и грузинским «Чанеби». Термин «Джаник» (тур. Canik), обозначающий регион их проживания, является турецкой адаптацией греческого Цанике (др.-греч. Τζανική) и использовался для описания как территории, так и этнической группы.
Происхождение чанов остаётся предметом научных дискуссий. Некоторые исследователи считают их частью картвельской этнической группы, связывая их с лазами, в то время как другие видят в них отдельное племя, связанное с древними народами Понта.
Исторические источники, такие как труды Страбона и Стефана Византийского, отождествляют Чанов с древними макронами (также известными как макрии и макрокефалы), что подтверждает гипотезу об их автохтонности в горных районах северо-восточной Анатолии. Арриан в своих отчётах упоминает их как «всадников санны», подчёркивая их военные навыки и кочевой образ жизни.
Николай Адонц связывал чанов с крепостями, упомянутыми Прокопием, и указывал на их длительное присутствие в регионе. Византийская администрация рассматривала их как отдельное племя, отличное от лазов, что подтверждается различиями в культурных и социальных практиках.

## Территория
Чаны населяли гористую местность, расположенную за Трапезунтом (современный Трабзон) в регионе северо-восточной Анатолии. Эта территория, известная как Цаника, охватывала часть Понта Полемониака и западной Лазики. Византийские источники описывают этот район как труднодоступную и изолированную область, что затрудняло контроль и способствовало сохранению автономии местного населения .
Основной географической особенностью региона была река Чорох (др.-греч. Ἀκαμψις), протекающая с юго-запада на северо-восток и служившая естественной границей между территориями чанов и соседними областями. Долины реки Чорох и её притоков обеспечивали ограниченные возможности для земледелия, в то время как горные склоны использовались для пастбищного скотоводства.
Топонимы, связанные с чанами, сохранились в названиях исторических областей. Например, термин «Джаник» (тур. Canik) является турецкой адаптацией греческого «Цанике» (др.-греч. Τζανική) и использовался для обозначения территории, населённой этим племенем. Эта область включала горные перевалы, которые служили важными маршрутами для торговли и военных кампаний.
Чаны контролировали стратегически важные перевалы, соединяющие внутренние районы Малой Азии с прибрежными областями Чёрного моря. Крепости, построенные в этом регионе, такие как Хоронон, имели важное значение для контроля над движением и защиты границ Византийской империи. Юстиниан I (527–565 гг. н. э.) приказал укрепить регион, возведя несколько крепостей для подавления местного сопротивления и защиты от персидских вторжений.
Несмотря на попытки Византии установить контроль над регионом, горная природа Тзаники и её изолированность позволяли племени сохранять независимость на протяжении нескольких столетий. Этот регион также служил буферной зоной между Византийской империей и Персией, что делало его объектом постоянных военных и политических конфликтов.

## Исторические упоминания
Чаны  впервые упоминаются в античных источниках как воинственное племя, обитавшее в труднодоступных горных районах северо-восточной Анатолии. Первое письменное упоминание о чанов встречается в отчётах Арриана, который, будучи римским губернатором Каппадокии в 132 году н. э., планировал кампанию против «всадников санны», подчёркивая их военную активность и кочевой образ жизни.
Страбон и Стефан Византийский идентифицируют чанов с древними макронами (или макрокефалами), упоминая их как коренное население горных регионов. Эти свидетельства позволяют предположить, что чаны были автохтонным народом, который сохранял свою этническую идентичность на протяжении многих веков, несмотря на внешнее давление.
Прокопий Кесарийский даёт наиболее детальное описание чанов в своих трудах о войнах Юстиниана I. Он подчёркивает, что чаны жили вне контроля империи и придерживались примитивных религиозных практик, включая анимизм и поклонение природным объектам. Прокопий также отмечает, что их общество было организовано по племенному принципу и не имело единой центральной власти.
Византийская империя предпринимала неоднократные попытки подчинить чанов. В V веке они совершали набеги на римские территории во времена правления Льва I и Анастасия I. В 548 году тысяча чаны  присоединились к римскому контингенту под командованием «магистра армян» Дагиста в попытке освободить Лазскую крепость Петра от Сасанидов. Однако их непостоянство проявилось во время осады Петры в 549 году, когда чаны сначала помогли римлянам отразить персов, но затем разграбили лагерь союзников и вернулись на свою территорию.
Важный этап в истории чанов связан с правлением Юстиниана I, который инициировал масштабную военную и административную кампанию по подчинению этого региона. Генерал Ситтас возглавил поход против чанов, результатом которого стало строительство нескольких крепостей, включая ключевую твердыню Хоронон. Эти укрепления играли стратегическую роль в контроле над важными горными перевалами и защите границ империи.
Несмотря на военное подчинение, чаны сохраняли элементы своей независимости и культурной самобытности. Византийские власти пытались обратить их в христианство, строя церкви и распространяя христианскую доктрину. Однако культурная ассимиляция шла медленно, и чаны продолжали оказывать сопротивление, что делало их опасными и ненадёжными союзниками .
Со временем, особенно к VIII веку, чаны постепенно ассимилировались с соседними народами, включая лазов и армян. Тем не менее, в некоторых источниках XIV века упоминаются группы, сохранявшие свою этническую идентичность в труднодоступных горных районах. Важную роль в поздней истории чанов играла династия Цанихитов, которая контролировала региональные дороги и участвовала в управлении важными укреплениями.

## Политическая и социальная организация
Общество чанов  было организовано по племенному принципу и характеризовалось децентрализованной системой управления. В отличие от соседних народов, у чанов не было единого правителя или централизованной власти. Их сообщество состояло из нескольких автономных племенных групп, каждая из которых управлялась старейшинами или вождями, отвечавшими за принятие решений и руководство военными действиями.
Прокопий Кесарийский описывает их общество как «анархичное», подчёркивая отсутствие у чанов чётко установленной политической иерархии. Вместо централизованного управления они опирались на племенные связи и коалиции, формируемые для защиты своих территорий и организации набегов на соседние области. Эти племенные группы могли действовать независимо друг от друга, что усложняло попытки Византии установить контроль над всей территорией.
Цани делились на несколько племенных подразделений, из которых Прокопий упоминает два: окениты и коксилины. Эти группы имели территориальную специализацию и занимали разные части региона. Окениты обитали южнее и контролировали важные перевалы и дороги, тогда как коксилины населяли северные районы и занимались скотоводством.
Социальная структура чанов была основана на родовых отношениях и военной организации. Военные вожди имели значительное влияние в периоды конфликтов, однако их власть не распространялась на все племенные группы. В условиях внешней угрозы племена могли объединяться для совместной защиты, но в мирное время сохраняли внутреннюю автономию и независимость в принятии решений.
Важное место в социальной структуре занимали семейные кланы, которые контролировали ресурсы, включая пастбища и горные перевалы. Эти кланы также участвовали в политических и военных альянсах, что позволяло чанам сохранять свою независимость, несмотря на давление со стороны Рима и Византии. Такая система управления способствовала устойчивости их общества, но делала его уязвимым перед крупными централизованными государствами.
После подчинения чанов во время правления Юстиниана I Византийская империя пыталась интегрировать их в свою административную систему. Были построены крепости и гарнизоны, а также введена христианизация с целью ослабления племенных структур и установления централизованного контроля. Однако местное население сохраняло элементы своей автономии, и византийская власть в регионе оставалась ограниченной до VIII века

## Экономика
Экономическая деятельность чанов была в значительной степени обусловлена географическими особенностями региона. Горная местность с ограниченными возможностями для сельского хозяйства вынуждала их сосредотачиваться на скотоводстве. Основными видами хозяйства были разведение крупного и мелкого рогатого скота, а также охота, которая играла важную роль в обеспечении продовольствия.
Из-за нехватки плодородных земель чаны редко занимались земледелием. Однако в узких долинах, особенно вдоль реки Чорох, они выращивали злаки и другие культуры для внутреннего потребления. Важным источником пропитания также были дикие плоды и собирательство, что дополняло их рацион в периоды межсезонья.
Одним из значительных аспектов экономической деятельности чанов были набеги на соседние территории. Эти военные экспедиции обеспечивали добычу продовольствия, скота и предметов быта, которые не производились внутри их общин. Пограничные регионы Византийской империи регулярно страдали от нападений чанов , что вынуждало имперские власти предпринимать военные и дипломатические меры для сдерживания их агрессии.
Чаны обладали значительными навыками в обработке металлов, особенно в изготовлении оружия и инструментов. Их умение ковать железо делало их независимыми от внешних поставок и способствовало укреплению их военной мощи. Эти навыки, наряду с природной защитой горных территорий, усложняли попытки Рима и Византии подчинить чанов .
Важную роль в их экономике играла торговля. Несмотря на изоляцию, чаны поддерживали обмен с соседними регионами, поставляя шерсть, шкуры и металл в обмен на сельскохозяйственные продукты и предметы роскоши. Горные перевалы, контролируемые племенем, служили важными торговыми маршрутами, соединяющими внутренние области Малой Азии с побережьем Чёрного моря.
После подчинения чанов Византией в период правления Юстиниана I их хозяйственная структура начала изменяться. Введение гарнизонов и строительство крепостей, таких как Хоронон, способствовало интеграции региона в экономическую систему империи. Христианизация также повлияла на традиционные методы хозяйствования, ослабив племенные связи и способствуя развитию местных рынков.
Тем не менее, несмотря на византийские реформы, чаны продолжали сохранять многие элементы своего традиционного образа жизни. Их экономическая независимость и военная мощь оставались важными факторами, обеспечивающими сохранение племенной автономии до VIII века, когда регион постепенно интегрировался в административную систему империи.

## Религия и культура
До подчинения Византией чаны исповедовали традиционные формы язычества и придерживались анимистических верований. Прокопий Кесарийский описывает их как народ, который поклонялся природным объектам — деревьям, птицам и другим животным.
Религиозная практика чанов была связана с циклом сельскохозяйственных и сезонных обрядов, целью которых было умилостивить духов природы и обеспечить благополучие общины. Эти культы были глубоко укоренены в повседневной жизни и проявлялись в ритуалах, сопровождавших важные события — охоту, скотоводство и смену сезонов.
Христианизация региона началась при императоре Юстиниане I в рамках его широкой политики религиозного и административного контроля. Византийские власти стремились не только военным путём подчинить чанов, но и ассимилировать их посредством религиозных реформ. В регионе были построены церкви, а местное население начали обращать в христианство. Однако эти усилия встречали сопротивление, и языческие обряды продолжали существовать наряду с новой верой.
Культурная жизнь чанов включала в себя богатые устные традиции, передававшиеся из поколения в поколение. Сказания и мифы играли важную роль в формировании племенной идентичности и служили способом сохранения исторической памяти. Эти традиции отражали не только религиозные верования, но и воинскую культуру, прославлявшую героизм и независимость.
Материальная культура чанов была тесно связана с их образом жизни. Они были искусными кузнецами и ремесленниками, специализировавшимися на изготовлении оружия, инструментов и бытовых предметов. Важную роль играло производство текстиля, особенно изделий из шерсти, которые использовались как для внутреннего потребления, так и для торговли с соседними регионами. Их дома строились из камня и дерева, что обеспечивало защиту в суровых климатических условиях горной местности.
Византийское влияние постепенно изменило культурную жизнь чанов. Помимо религиозных преобразований, империя внедрила административные и правовые нормы, что способствовало постепенной интеграции племени в имперскую структуру. Тем не менее, элементы традиционной культуры, включая языческие обряды и племенные связи, сохранялись на протяжении многих десятилетий после официального обращения в христианство.

## Племенные группы
Чаны делились на несколько племенных групп, каждая из которых обладала определённой территориальной и социальной автономией. Основные сведения о внутренних подразделениях чанов предоставил Прокопий Кесарийский, который описал две главные племенные группы: окениты и коксилины. Эти группы различались по географическому расположению и выполняли различные функции в племенной структуре.
Окениты занимали южные районы, ближе к внутренним областям Анатолии. Они контролировали важные горные перевалы и торговые пути, соединявшие внутренние регионы с побережьем Чёрного моря. Центром их территории был населённый пункт Хартон, расположенный западнее крепости Хоронон. Византийский император Юстиниан I восстановил Хартон и заселил его новыми жителями, чтобы укрепить контроль над этой стратегической областью.
Коксилины жили в северных районах, ближе к побережью Чёрного моря и долине реки Чорох. Эти земли использовались преимущественно для скотоводства и охоты. Главным укреплённым пунктом коксилинов был Бархон, хотя его точное местоположение остаётся неизвестным. Важную роль в их хозяйственной деятельности играли пастбища в горах Пархал, где также находилось поселение Кена (Окена), известное своими укреплениями — Схималинхион и Цанакон, возведёнными при Юстиниане I для укрепления византийской власти.
Эти племенные группы сохраняли значительную автономию и могли действовать независимо друг от друга, особенно в мирное время. Однако при внешней угрозе, такой как византийские военные кампании или вторжения соседних народов, они объединяли усилия для обороны своих территорий. Племенные группы управлялись местными вождями, которые принимали решения на уровне своих общин и координировали военные действия.
Племенная структура чанов была гибкой, что позволяло адаптироваться к меняющимся политическим и военным условиям. Однако отсутствие единой централизованной власти делало их уязвимыми перед организованными силами Византии. После военной кампании Юстиниана I и строительства укреплений многие племенные группы постепенно интегрировались в административную систему империи, хотя элементы племенной автономии сохранялись до VIII века.

## Ассимиляция
Процесс ассимиляции чанов начался после завоевания и включения их территорий в состав Византийской империи в период правления Юстиниана I. Византийские власти стремились ослабить племенную автономию чанов , внедряя административные реформы и проводя активную христианизацию. Несмотря на сопротивление, постепенная интеграция в административную и военную структуру империи привела к утрате ими политической независимости.
Важную роль в процессе ассимиляции сыграло строительство крепостей, таких как Хоронон, и размещение византийских гарнизонов. Эти меры способствовали усилению контроля над стратегическими перевалами и основными путями сообщения, что ограничивало возможность чанов для организации вооружённого сопротивления и набегов. Постепенно местное население становилось частью сельских и городских сообществ Византийской империи, сохраняя при этом элементы своей культурной и этнической самобытности.
Христианизация была важным инструментом византийской политики ассимиляции. Постройка церквей и назначение епископов в регионе способствовали распространению христианской веры среди местного населения. Тем не менее, языческие практики и традиции сохранялись в горных районах на протяжении нескольких поколений, несмотря на давление со стороны византийских властей.
К VIII веку большинство племенных групп чанов было окончательно интегрировано в византийское общество. Часть населения ассимилировалась с соседними народами, такими как лазы и армяне, в то время как другие группы были поглощены грузинами, расширявшими своё влияние на территории исторической Цаники. В западных долинах реки Чорох чаны уступили место армянским переселенцам, в то время как в центральных и северных районах они постепенно растворились в грузинском и византийском населении.
Наследие чанов сохранилось в топонимах региона, таких как «Джаник» (тур. Canik), и в культурных традициях, передававшихся через поколения. Династия Цанихитов, происходившая из этого региона, сохраняла своё влияние и контроль над стратегическими дорогами в районе Байбурта и Эрзинджана в более поздний период. Отголоски их этнической идентичности можно обнаружить в позднесредневековых грузинских и византийских хрониках, где упоминаются группы, сохранявшие автономию в горных районах вплоть до XIV века .